# اچ‌ام‌اس آلاریک (پی۴۴۱)
اچ‌ام‌اس آلاریک (پی۴۴۱) (به انگلیسی: HMS Alaric (P441)) یک زیردریایی بود که طول آن ۲۹۳ فوت ۶ اینچ (۸۹٫۴۶ متر) بود. این زیردریایی در سال ۱۹۴۶ ساخته شد.